# 当日
当日（法語：Denges）是瑞士联邦西部法语区的沃州下设的一个镇。在行政上属于莫尔日区管辖。当日的总面积为1.66平方公里。截至2010年底，总人口为1,558。

## 历史
当日最早见于1107-1111年的一份文献，写作“apud Dangias”。1164年的文献中已经写作“Denges”。

## 地理
东以沃诺日河为界。